# Macropygia
Macropygia – rodzaj ptaków z podrodziny gołębi (Columbinae) w obrębie rodziny gołębiowatych (Columbidae).

## Zasięg występowania
Rodzaj obejmuje gatunki występujące w Azji i Australazji.

## Morfologia
Długość ciała 27–45 cm; masa ciała 66–285 g.

## Systematyka

### Etymologia
- Macropygia: gr. μακρος makros „głęboki”; -πυγιος -pugios „-zady”, od πυγη pugē „zad”[7].
- Coccyzura (Coccyxura): gr. κοκκυξ kokkux, κοκκυγος kokkugos „kukułka”; ουρα oura „ogon”[8]. Gatunek typowy: Columba tusalia Blyth, 1843[c].
- Tusalia: epitet gatunkowy Columba tusalia Blyth, 1843; nep. nazwa Tusal dla kasztanówki prążkowanej[9]. Gatunek typowy: Columba tusalia Blyth, 1843[c].

### Podział systematyczny
Do rodzaju należą następujące gatunki:
- Macropygia unchall (Wagler, 1827) – kasztanówka prążkowana
- Macropygia rufipennis Blyth, 1846 – kasztanówka rudogłowa
- Macropygia modiglianii Salvadori, 1887 – kasztanówka samotna
- Macropygia cinnamomea Salvadori, 1892 – kasztanówka cynamonowa
- Macropygia emiliana Bonaparte, 1854 – kasztanówka rdzawa
- Macropygia tenuirostris Bonaparte, 1854 – kasztanówka filipińska
- Macropygia macassariensis Wallace, 1865 – kasztanówka falista
- Macropygia magna Wallace, 1864 – kasztanówka wielka
- Macropygia timorlaoensis A.B. Meyer, 1884 – kasztanówka tanimbarska
- Macropygia doreya Bonaparte, 1854 – kasztanówka łuskowana
- Macropygia amboinensis (Linnaeus, 1766) – kasztanówka cienkodzioba
- Macropygia phasianella (Temminck, 1821) – kasztanówka bażancia
- Macropygia ruficeps (Temminck, 1835) – kasztanówka mała
- Macropygia nigrirostris Salvadori, 1876 – kasztanówka czarnodzioba
- Macropygia mackinlayi E.P. Ramsay, 1878 – kasztanówka zmienna